# Mexicaspis azteca
Mexicaspis azteca là một loài bọ cánh cứng trong họ Chrysomelidae. Loài này được Champion miêu tả khoa học năm 1894.